# 育瓦岸镇区
育瓦岸镇区是缅甸掸邦德努自治区下辖的一个镇区，治所位于育瓦岸。